# Drvenik
För andra betydelser, se Drvenik (olika betydelser).

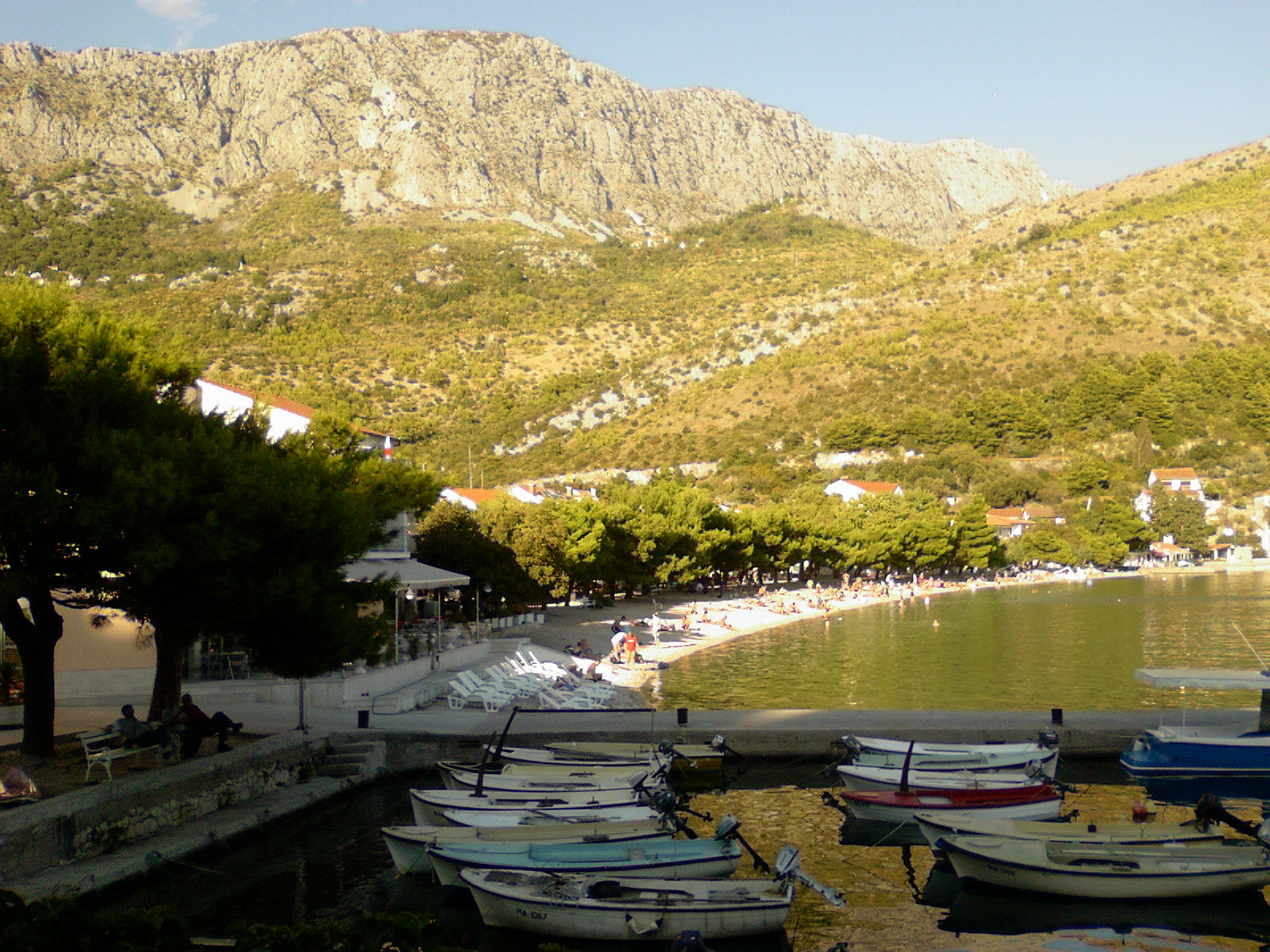
Drvenik

Drvenik är en turiststad vid dalmatiska kusten i Kroatien. Staden ligger i kommunen Gradac.